# كيلي لودر
كيلي لودر (بالإنجليزية: Kellie Loder)‏ (و. 1988  م) ممرض، ومغن مؤلف، وعازف بيانو، قيثارة، وبيانو، المهني سنة 2009.

## التعليم
تعلم في جامعة ميموريال في نيوفاوندلاند
.